# Llano de la Canoa
 Llano de la Canoa es un poblado que está situado en el municipio de San Juan Tamazola. Llano de la Canoa está a 1998 metros de altitud.

## Geografía
Está ubicada a 17°05'36" latitud norte y 97°13'01" longitud oeste.

## Población
Según el censo de población de INEGI del 2010: la comunidad cuenta con una población total de 748 habitantes, de los cuales 395 son mujeres y 353 son hombres. Del total de la población 233 personas hablan el mixteco, divididos en 107 hombres y 126 mujeres.

## Ocupación
El total de la población económicamente activa es de 176 habitantes, de los cuales 146 son hombres y 30 son mujeres.